# Bette Davis Eyes
Bette Davis Eyes is een nummer van de Amerikaanse zangeres Kim Carnes uit 1981. Het is de eerste single van haar zesde studioalbum Mistaken Identity.
Het nummer werd in 1974 geschreven door Donna Weiss en Jackie DeShannon. Laatstgenoemde nam het nummer datzelfde jaar op voor haar album New Arrangement. Ook bieden Weiss en DeShannon Kim Carnes het nummer aan. Carnes weigert het nummer eerst, maar wanneer Bill Cuomo in 1981 een nieuwe instrumentale bewerking schrijft, hapt Carnes toe. Bette Davis, het onderwerp van het lied, toont zich erg opgetogen met het nummer. Aan Playboy zegt ze dat de schrijvers van het nummer "verrekte slim" zijn. "Ik schreef hun en vroeg: hoe kennen jullie me zo goed?", zei Carnes. 
Kim Carnes scoorde met "Bette Davis Eyes" een wereldwijde hit, met een nummer 1-notering in thuisland de Verenigde Staten in de Billboard Hot 100 en  Australië, Zuid-Afrika, Duitsland, Zwitserland, Frankrijk, Spanje, Italië en Noorwegen.
In Nederland werd de plaat op maandag 6 april 1981 door dj Frits Spits en producer Tom Blomberg in het radioprogramma De Avondspits verkozen tot de 138e NOS Steunplaat van de week op Hilversum 3. De plaat werd een grote hit in de destijds drie hitlijsten op de nationale popzender en bereikte de 16e positie in zowel de Nederlandse Top 40 als de TROS Top 50 en de 17e positie in de Nationale Hitparade. In de Europese hitlijst op Hilversum 3, de TROS Europarade, bereikte de plaat de 7e positie. 
In België bereikte de single de 5e positie in de Vlaamse Ultratop 50 en de 12e positie in de Vlaamse Radio 2 Top 30.

## NPO Radio 2 Top 2000
| Nummer met noteringen in de NPO Radio 2 Top 2000 | '99  | '00  | '01  | '02  |
| ------------------------------------------------ | ---- | ---- | ---- | ---- |
| Bette Davis Eyes                                 | 1595 | 1657 | 1899 | 1862 |

1. ↑  Een vetgedrukt getal geeft de hoogste notering aan.
2. ↑  Deze tabel is bijgewerkt tot en met de laatste editie (2024).